# A hősök kora
A hősök kora (eredeti cím: Age of Heroes) 2011-es brit háborús film, amelyet Adrian Vitoria rendezett. A filmet 2011-ben mutatták be az Egyesült Királyságban.
A film Ian Fleming 30-as kommandós egységének valós eseményein alapszik a második világháború ideje alatt.

## Cselekmény
A film Bob Rains tizedes hőstetteit követi nyomon, amint a második világháborúban bekerül az újonnan alakult 30-as kommandós egységbe, miután kiszabadul a háborús börtönből, mert gyávasága miatt megütött egy tisztet a franciaországi hadműveletek során. Rains és a szakasz többi tagja Jack Jones őrnagy (Sean Bean) felügyelete alatt intenzív kiképzésen vesz részt, ahol képességeik és kitartásuk a végsőkig fokozódik, miközben felkészülnek első szigorúan titkos és veszélyes küldetésükre: ejtőernyővel kell leugraniuk a megszállt Norvégiában, hogy a németektől új radartechnológiát szerezzenek, amely megváltoztathatja a háború kimenetelét.
Az újonnan alakult testvércsapathoz csatlakozik a feladatban a norvég emigráns Steinar Mortensen, aki immár amerikai tengerészgyalogos hadnagyként létfontosságú terepismeretekkel rendelkezik, és a gyönyörű kémnő, Jensen. Minden halálos kommandós képességüket próbára teszik, miközben megpróbálnak megmenekülni a heves tűzharcok elől és megszerezni a német radartechnológiát. Tervük válságba kerül, amikor a kivonásuk késik, és a semleges Svédország határáig önállóan kell elküzdeniük magukat. Mivel a németek kétségbeesetten próbálják levadászni és megállítani őket, a kommandósok rájönnek, hogy küldetésük mennyire fontos a háborús erőfeszítések szempontjából.
A kommandósok a hóban tett hosszú vándorlás után egy korábban meglátogatott farmra visszatérve próbálnak utánpótlást szerezni. A farm lakóit a német egységek lelőtték, mert segítettek a brit kommandósoknak. A helyzetet tovább súlyosbítja, hogy a németek a farmon utolérik őket, és magukkal hozzák Brightling tizedest, akit a korábbi tűzharc során élve elfogtak. A németek sürgetik a kommandósokat a megadásra, cserébe az elfogott bajtársuk életéért. A kommandósok ezt elutasítják, és inkább tüzet nyitnak a németekre. Jensen és a radarspecialista Roger Rollright azt a parancsot kapja, hogy meneküljenek a svéd határ felé, míg a többi kommandóstól fedezetet kapnak.
Jones őrnagy rájön, hogy túl sok német katona keveredik velük tűzharcba. Megparancsolja Rainsnek és Steinarnak, hogy fussanak a határ felé, míg két másik társukkal ott marad fedezni őket. Akik a farmon maradnak, a németekre lőnek és visszaszorítják őket. A németek utolérik a visszavonuló Rainst és Steinart; Steinart megölik.
Mivel elfogyott a lőszer, és három ellenséges katona közeledik felé, Rains arra készül, hogy elvágja a saját torkát. Mielőtt azonban ezt megtenné, Jensen és Rollright megöli a három németet, és így lehetővé teszi számukra, hogy a szárazföldön át Svédországba meneküljenek. Az utolsó jelenetben a csapat két túlélő tagja és Jensen egy dombon állva néznek le a Svédországba vezető havas völgybe.

## Szereplők
- Sean Bean – Jack Jones őrnagy
- Danny Dyer – Bob Rains tizedes
- Izabella Miko – Liv Jensen
- James D'Arcy – Ian Fleming parancsnokhelyettes
- John Dagleish – Roger Rollright repülő törzsőrmester
- William Houston – MacKenzie őrmester
- Aksel Hennie – Steinar Mortensen hadnagy
- Guy Burnet – Riley
- Stephen Walters – Syd Brightling tizedes
- Sebastian Street – Archer ezredes, RMP
- Daniel Brocklebank – Hamilton őrmester, RMP
- Rosie Fellner – Sophie Holbrook
- Christian Rubeck – Hauptsturmführer modellje
- Eric Madsen – Teichman Scharführer
- Lee Jerrum – Dobson
- Ewan Ross – Gable
- Tom Luke Taylor – Tom

## Megjelenés
A hősök kora 2011. május 20-án került az Egyesült Királyság mozijaiba. DVD-n és Blu-ray lemezen 2011. június 13-án jelent meg az Egyesült Királyságban.

## Fogadtatás
A film általánosságban vegyes vagy negatív kritikákat kapott a kritikusoktól, a kritikák leginkább Dyer alakítására és az alacsony költségvetés hatásaira összpontosítottak. A Rotten Tomatoes-on öt kritika alapján 40%-os kritikai pontszámot kapott, 4,8/10-es átlagértékeléssel.

## Fordítás
- Ez a szócikk részben vagy egészben  az   Age of Heroes (film) című angol Wikipédia-szócikk fordításán alapul.  Az eredeti cikk szerkesztőit annak laptörténete sorolja fel. Ez a jelzés csupán a megfogalmazás eredetét és a szerzői jogokat jelzi, nem szolgál a cikkben szereplő információk forrásmegjelöléseként.